# Mutizzazione
La mutizzazione (in francese: mutage) è una tecnica per la produzione di vini dolci.

## Meccanismo tipico
Il sistema, inventato nel XIII secolo dall’alchimista Arnaldo da Villanova, è un processo che tipicamente involve l’addizione al mosto del 5-10% di alcol etilico di origine vinicola al 96%, così che il processo di fermentazione venga prematuramente bloccato.
 
La maggior parte dei lieviti muoiono quando il contenuto d’alcol nel loro ambiente è innalzato a circa 13–15%.

La mistèlla viene ottenuta in questo modo.

Alternativamente si può addizionare anidride solforosa.

Il bloccare la fermentazione degli zuccheri porta a ottenere vini con un discreto residuo zuccherino.

Questa tecnica è utilizzata per ottenere il cosiddetto “vino mutizzato” (in francese: vin muté).

## Tipi di mutizzazione
Si possono individuare due tipi di mutizzazione in base al fatto che l’addizione dell’alcol avvenga durante o prima della fermentazione alcolica.

Mutizzazione durante la fermentazione alcolica: l’addizione di alcol avviene dopo le tradizionali macerazione e pressatura.
Dà luogo ai Vin doux naturel (VDN) nei quali l’impronta sensoriale del vitigno è più significativa di quella alcolica.
Tra i vini prodotti in questo modo si possono citare:
- Marsala
- Porto
- Madera
- Rasteau (VDN)
- Muscat de Beaumes-de-Venise (VDN)
- Muscat du Cap-Corse
- Muscat de Frontignan
- Muscat de Mireval
- Muscat de Saint-Jean-de-Minervois
- Muscat de Lunel (VDN)
- Clairette du Languedoc (VDN)
- Banyuls (VDN)
- Banyuls Grand Cru
- Maury (VDN)
- Grand Roussillon
- Muscat de Rivesaltes
- Rivesaltes (VDN)
- Muscat de Setúbal (DOC)
- Muscat de Samos

Nello Sherry di solito l’alcolizzazione avviene invece a fermentazione completa del mosto (alcolica e malolattica), partendo quindi da vini base secchi (principalmente da uve Palomino), con un titolo alcolimetrico svolto di 11-12.5%, o da un vino con un residuo zuccherino un po’ superiore se si parte da uve Pedro Ximénez e Moscatel.
Mutizzazione sugli acini (in francese: Mutage sur grain): dove la mutizzazione avviene con l’aggiunta di alcol non sul mosto ma direttamente sugli acini (quindi durante la macerazione) estraendo dall’uva tutte le sostanze aromatiche, tanniche e coloranti.
Dà luogo ai Vin de liqueur (VDL) i quali hanno una nota pseudocalorica più incisiva rispetto a quella legata alle caratteristiche del vitigno.

Tra i vini prodotti in questo modo si possono citare:
- Pineau des Charentes
- Floc di Guascogna
- MacVin du Jura
- Ratafia de Champagne
- Ratafia de Bourgogne